# Dagny Lüdemann
 (juillet 2023).
La mise en forme du texte ne suit pas les recommandations de Wikipédia : il faut le « wikifier ».
Les points d'amélioration suivants sont les cas les plus fréquents. Le détail des points à revoir est peut-être précisé sur la page de discussion.
- Les titres sont pré-formatés par le logiciel. Ils ne sont ni en capitales, ni en gras.
- Le texte ne doit pas être écrit en capitales (les noms de famille non plus), ni en gras, ni en italique, ni en « petit »…
- Le gras n'est utilisé que pour surligner le titre de l'article dans l'introduction, une seule fois.
- L'italique est rarement utilisé : mots en langue étrangère, titres d'œuvres, noms de bateaux, etc.
- Les citations ne sont pas en italique mais en corps de texte normal. Elles sont entourées par des guillemets français : « et ».
- Les listes à puces sont à éviter, des paragraphes rédigés étant largement préférés. Les tableaux sont à réserver à la présentation de données structurées (résultats, etc.).
- Les appels de note de bas de page (petits chiffres en exposant, introduits par l'outil «  Source ») sont à placer entre la fin de phrase et le point final[comme ça].
- Les liens internes (vers d'autres articles de Wikipédia) sont à choisir avec parcimonie. Créez des liens vers des articles approfondissant le sujet. Les termes génériques sans rapport avec le sujet sont à éviter, ainsi que les répétitions de liens vers un même terme.
- Les liens externes sont à placer uniquement dans une section « Liens externes », à la fin de l'article. Ces liens sont à choisir avec parcimonie suivant les règles définies. Si un lien sert de source à l'article, son insertion dans le texte est à faire par les notes de bas de page.
- La présentation des références doit suivre les conventions bibliographiques. Il est recommandé d'utiliser les modèles {{Ouvrage}}, {{Chapitre}}, {{Article}}, {{Lien web}} et/ou {{Bibliographie}}. Le mode d'édition visuel peut mettre en forme automatiquement les références.
- Insérer une infobox (cadre d'informations à droite) n'est pas obligatoire pour parachever la mise en page.

Pour une aide détaillée, merci de consulter Aide:Wikification.
Si vous pensez que ces points ont été résolus, vous pouvez retirer ce bandeau et améliorer la mise en forme d'un autre article.
 (juillet 2023).
Pour les articles homonymes, voir Lüdemann.
Dagny Lüdemann (née à Hambourg en 1975) est une journaliste scientifique allemande, biologiste et reporter en chef pour la Science au Zeit Online. Elle écrit et est responsable d'articles dans les domaines de la conservation de la nature, de la zoologie, de la protection des espèces, de l'écologie, de la biologie des infections et de la santé.

## Vie
Lüdemann a étudié la biologie et le français à l'Université de Hambourg et les lettres modernes à l'Université Paul Valéry à Montpellier.Pendant ses études, Lüdemann a travaillé, entre autres, comme rédactrice en ligne pour des sujets de médecine et de santé à un agence hambourgeoise pour la communication Internet.
Après avoir obtenu un master, un séjour linguistique à Grenade, en Espagne et des stages éditoriaux chez Spektrum der Wissenschaft, Tagesspiegel et PM-Magazine, elle a écrit en tant qu'auteur indépendant pour les magazines GEO et Astronomie heute et pour le portail en ligne Spektrumdirekt.de. De 2005 à 2007, elle a effectué un stage au Tagesspiegel à Berlin, où elle a ensuite travaillé comme journaliste scientifique et était responsable de la rubrique santé du journal. En 2008, elle est passée du quotidien à Zeit Online et y a développé le département scientifique en tant que rédactrice. De 2011 à 2021,
Le journaliste vit à Berlin et à Hambourg, est plongeur et s'engage personnellement pour la protection marine. En 2015, elle a travaillé comme bénévole pour l'ONG Seaturtle Conservation Bonaire (STCB) aux Antilles néerlandaises pendant un congé sabbatique de trois mois,.
En 2015, Lüdemann et son équipe – dont les journalistes scientifiques Sven Stockrahm et Alina Schadwinkel – ont été nommés pour un Grimme Online Award et ont reçu un Lead Award pour le dossier multimédia «Wer darf leben (Qui est autorisé à vivre?)»  . Le dossier, qui a été traduit en langage facile à lire et à comprendre, décrit les opportunités et les risques du diagnostic prénatal moderne et leurs conséquences pour les personnes atteintes d'anomalies chromosomiques telles que le syndrome de Down.
En 2017, elle a reçu le prix Universitas du journalisme scientifique. La Fondation Hanns-Martin-Schleyer rend hommage à ses nombreuses années de travail en tant que bâtisseur de ponts entre la science et la société. C'est grâce à son engagement que "les sujets scientifiques sont de plus en plus perçus et réfléchis, notamment parmi la jeune génération", écrit la fondation dans sa justification.
En 2021, Lüdemann a remporté le prix de journalisme "Animaux sauvages et environnement" de l'Association allemande de chasse dans la catégorie "En ligne" pour son reportage "Wo Fledermäuse schlafen (Où dorment les chauves-souris)". Pour 2021, elle a été sélectionnée par Medium Magazin comme l'une des 10 meilleures journalistes scientifiques d'Allemagne.
En 2023, son article «Fischsterben in der Oder: Fischen nach Überlebenden (Morts de poissons dans l'Oder : pêche aux rescapés)» a été nommé pour le prix germano-polonais du journalisme.
Lüdemann est membre de la Science Press Conference (WPK)  et a siégé au conseil d'administration de 2011 à 2015. Elle est membre du jury principal du Prix franco-allemand de journalisme depuis 2013 et du Prix Memento pour les maladies négligées depuis 2014. De 2018 à 2020, elle fait partie du jury du festival du film NaturVision  . En 2021, le journaliste en chef a été membre du jury du festival international du film sur la nature Green Screen  et du jury de nomination du German Nature Film Award. En 2022, elle était membre du jury du festival du film océanique CineMare à Kiel.